# Flauta de émbolo
La flauta de émbolo es un instrumento de viento de la familia de las maderas. Se trata de una flauta de pico que, en vez de presentar distintos orificios o llaves que permitan ejecutar las notas, lleva un pistón con el cual se regula la columna de aire. Este detalle de diseño permite realizar glissandos ascendentes o descendentes muy característicos.
Este instrumento se utiliza habitualmente en la educación musical de los niños. Edgar Willems lo incorporó a su metodología. 
También se aprovecha para conseguir efectos cómicos en el cine, los dibujos animados, etc.

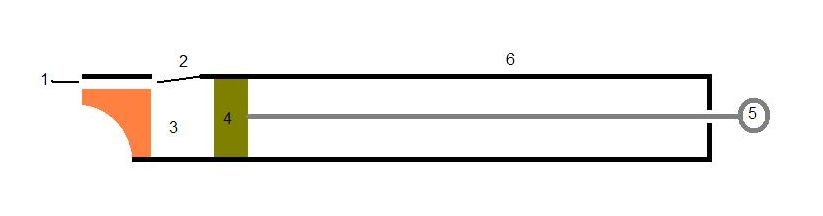
Representación esquemática del instrumento.